# ダーヴィズ・ステーファウンソン
ダーヴィズ・ステーファウンソン（アイスランド語:Davíð Stefánsson、1895年1月21日 - 1964年3月1日）は、アイスランドの作家である。

## 生涯
当時はデンマーク領のアイスランド北部の町ファゲリスコウグル（アイスランド語版）の裕福な農家に生まれる。アイスランド大学卒業後は、1920年から1921年のイタリア滞在など、海外に旅行していたが、1925年以降は北部の町アークレイリで1951年まで図書館員を勤め、後年、同市の名誉市民になった。

## 作風
ステーファウンソンは1919年に処女作『黒い羽』（Svartar fjaðrir）で広い支持を集めた。民謡を思わせる素朴な語法と簡素な韻律で感情の起伏を率直に表現した。後年には社会性を帯び時事問題も扱った。
ステーファウンソンは1920年代の叙事詩の革新者とも言われるが伝統的な詩法の擁護者でもあった。次世代のモダニズムが目指した伝統的な詩形式からの脱却への橋渡しの役割を果たしたと評される。

## 作品
- 黒い羽（Svartar fjaðrir）（1919）[1]
- 新詩集（Ný Kvæðabók）（1947）[1]
- 最後の詩集 （Síðustu ljóð）（1966）[1]